# ناتوردشت (فیلم)
ناتوردشت فیلمی ایرانی به کارگردانی سید محمدرضا خردمندان و نویسندگی حمید اکبری خامنه و سید محمدرضا خردمندان، محصول سال ۱۴۰۳ است.